# 愛眉小札
《愛眉小扎》是徐志摩的日記及與陸小曼之間的書信合集，1936年於徐志摩诞生四十周年及罹难五周年之日，由陸小曼编选出版。